# رودخانه‌های زیرحوضه کویر سیرجان

موقعیت حوضة آبریز کویر ابرقو - سیرجان

رودخانه‌های حوضه کویر سیرجان، حوضه کویر سیرجان در قسمت جنوبی حوضه آبریز ایران مرکزی واقع شده و از نظر وسعت پنجمین حوزهٔ این حوزه آبریز می‌باشد.
حدود جغرافیایی آن از شمال به زیر حوزه‌های کویرسیاه کوه و گاوخونی، از غرب به زیر حوضه مهارلو-بختگان، از شرق به زیر حوزه کویر در انجیر، از جنوب به زیر حوزه هامون-جازموریان و از جنوب به حوزه آبریز خلیج فارس و دریای عمان محصور می‌گردد.
مساحت این زیر حوزه ۵۳۷۵۰ کیلومتر مربع برآورده شده‌است.
از رودخانه مهم آن می‌توان به اعظم به طول ۲۱۰ کیلومتر، مروست-بوانات (۱۰۲ کیلومتر)، حسین‌آباد یاسوج (۷۵ کیلومتر)، دره ملکی (۷۵ کیلومتر)، کمررود(۷۵ کیلومتر)، بصیران (۶۵ کیلومتر) و پاریز (۶۰ کیلومتر) اشاره نمود.
ارتفاعات مهمی که رودخانه‌های این این زیرحوضه از آنها سرچشمه می‌گیرند، عبارتند از: یال خری به ارتفاع ۳۳۰۷ متر، پرون(۳۲۸۸ متر)، قله قوچی(۳۱۳۲ متر)، چشمه نعمت (۲۹۵۰ متر)، قرمز (۲۶۱۵ متر)و پاخ آباد (۲۴۳۲ متر).
از نظر کیفیت آب رودخانه‌های این زیر حوزه از مناطق بی کربناته کلسیک، بی کربناته در سازنده‌های سیلیکاته، بی کربناته سولفاته به صورت ناپیوسته و پراکنده، سولفاته کلروره به صورت پراکنده و ناپیوسته، کلروره-تبخیری و شور و در دشتها از مناطق بی کربناته، سولفاته بی کربناته، سولفاته کلروره و شور عبور می‌کنند.

## زیرحوضه‌های کویر سیرجان
اعظم
از رودهای مستقل زیر حوزه کویر سیرجان که در جنوب شرق مرکز شهرستان بوانات (سوریان) در استان فارس جریان دارد، از کوه‌های قرمز با ارتفاع ۲۶۱۵متر، کوه فلات قرمز با ارتفاع ۲۵۳۵ متر واقع در حدود ۴۵کیلومتری شهر سوریان سرچشمه می‌گیرد، آبادی‌های حسامی، توجردی، بندنو، برازجان، خوانسار، حسن‌آباد، هاشم‌آباد و چاکری را مشروب ساخته در نهایت به کویر ابرقو می‌ریزد. این رودخانه در مسیر خود رودخانه بوانات را دریافت می‌کند. منبع تغذیه رودخانه نزولات جوی و در ابتدای مسیر با جهت شمال غرب به جنوب شرق و از آبادی توجردی با جهت غرب به شرق از آبادی حسین‌آباد با جهت جنوب به شمال جریان دارد. طول رودخانه ۲۱۰کیلومتر، شیب متوسط بستر آن ۰/۲ درصد و در منطقه بی کربناته، سولفاته و کلروره جریان دارد.
- کمر رود: از شاخه‌های رودخانه اعظم که در جنوب غرب مرکز شهرستان مهریز جریان دارد، از کوه‌های چاه ترش با ارتفاع ۲۴۲۰ متر، شاخ آباد با ارتفاع ۲۴۳۲ متر و بازرگان با ارتفاع ۲۴۴۷ متر واقع در حدود ۵۳ کیلومتری جنوب غرب شهر مهریز سرچشمه می‌گیرد. آبادی در مسیر رودخانه وجود ندارد و در شمال شرق مروست به رودخانه اعظم می‌ریزد. منبع تغذیه رودخانه و نزولات جوی و در جهت شمال شرق به جنوب غرب جریان دارد. طول رودخانه ۷۵ کیلومتر، شیب متوسط بستر آن ۰/۹درصد و در مناطق سولفاته، کلروره، بی کربناته در سازنده‌های سیلیکاته جریان دارد.[۳]
- مروست (بوانات): از شاخه‌های رودخانه اعظم که در شمال غرب مرکز شهرستان بوانات جریان دارد، از کوه قندیله باارتفاع ۲۵۰۰ متر واقع در حدود ۲۷ کیلومتری شمال غربی شهر سوریان سرچشمه می‌گیرد و آبادی‌های سنگبر، دیده‌بانی، قنات ملک، چیان، سوریان، جعفرآباد پایین، قاضی آباد، شیران، ده امامزاده، دشت خورده، مزایجان، کرمگاه، باقرآباد، سویچ و مروست را مشروب ساخته و در شرق آبادی مروست به رودخانه اعظمی ریزد. این رودخانه در ابتدای مسیر خود با نام بوانات جریان پیدا می‌کند. منبع تغذیه رودخانه نزولات جوی و در ابتدای مسیر با جهت شمال غرب به جنوب شرق و از آبادی سویچ با جهت جنوب غرب به شمال شرق جریان دارد. طول رودخانه ۱۰۲ کیلومتر، شیب متوسط بستر آن ۱ درصد و در مناطق بی کربناته و سولفاته جریان دارد.

بصیران
از رودخانه مستقل زیر حوزه کویر سیرجان در جنوب شرق مرکز شهرستان اقلید جریان دارد، از کوه یال خری با ارتفاع ۳۳۰۷ متر واقع در حدود ۳۸ کیلومتری جنوب شرقی شهر اقلید سرچشمه می‌گیرد، آبادی‌های ولی آباد، کریم آباد، فراقه، صادق آباد، جلال‌آباد، علی‌آباد و قاسم‌آباد (خرابه) را مشروب ساخته، در نهایت به کویر ابرقو می‌ریزد. منبع تغذیه رودخانه نزولات جوی و در ابتدای مسیر با جهت جنوب شرق به شمال غرب از آبادی کریم آباد با جهت جنوب غرب به شمال شرق جریان دارد. طول رودخانه ۶۵ کیلومتر، شیب متوسط بستر آن ۲ درصد و در مناطق بی کربناته کلسیک، بی کربناته، سولفاته و کلروره جریان دارد.
پاریز
از رودخانه‌های مستقل زیر حوزه کویر سیرجان که در شمال و شمال شرق مرکز شهرستان سیرجان جریان دارد، از کوه‌های پرون با ارتفاع ۳۲۸۸ متر و سرکوه با ارتفاع ۳۰۶۵ متر واقع در حدود ۱۳ کیلومتری شمال شرقی مرکز دهستان پاریز از توابع شهرستان سیرجان سرچشمه می‌گیرد، آبادی‌های خروتوئیه، هودو، شول‌آباد، کهن سبز، دروق، پاریز، گستوئیه، خونوئیه، علی‌آباد و حسن‌آباد را مشروب ساخته، در غرب حسن‌آباد به کویر سیرجان می‌ریزد. منبع تغذیه رودخانه نزولات جوی و در جهت شمال شرق به جنوب غرب جریان دارد. طول رودخانه ۶۰ کیلومتر، شیب متوسط بستر آن ۲ درصد و در مناطق بی کربناته در سازنده‌های سیلیکاته، بی کربناته، سولفاته و کلروره جریان دارد.
تنگ زرد
از رودخانه‌های مستقل زیر حوزه کویر سیرجان که در جنوب غرب مرکز شهرستان مروست جریان دارد، از کوه‌های بکش گاو لای تاریک با ارتفاع ۲۸۲۰ متر واقع در حدود ۲۵ کیلومتری جنوب غربی دهستان هرابرجان ار توابع شهرستان یزد تشکیل می‌شود. آبادیهای محمدآباد، هرابرجان، مهدی‌آباد، حاجی‌آباد و حاجی‌آباد فلاح را مشروب ساخته‌است و در نهایت به کویر هرات (نمکزار هرات و مروست) می‌ریزد. منبع تغذیه رودخانه نزولات جوی و در جهت جنوب غرب به شمال شرق جریان دارد. طول رودخانه ۵۰ کیلومتر، شیب متوسط بستر آن ۳ درصد و در مناطق بی کربناته در سازنده‌های سیلیکاته، سولفاته و کلروره جریان دارد.
حسین‌آباد سوچ
از رودخانه‌های مستقل زیر حوزه کویر سیرجان که در جنوب شرق مرکز شهرستان سیرجان جریان دارد، از کوه‌های چشمه نعمت با ارتفاع ۲۹۵۰ متر و کمر سفید با ارتفاع ۲۷۴۶متر و حسین‌آباد با ارتفاع ۲۶۴۰ متر واقع در حدود ۶۳ کیلومتری شرق شهر سیرجان سرچشمه می‌گیرد و آبادی‌های حسین‌آباد سوچ بالا، کفریز، مافون، با آبدان، اکبر آباد و کفری را مشروب ساخته، در نهایت به کویر سیرجان می‌ریزد. منبع تغذیه رودخانه نزولات جوی و در جهت شمال به جنوب جریان دارد. طول رودخانه ۷۵ کیلومتر، شیب متوسط بستر آن ۲ درصد و در مناطق بی کربناته و کلروره جریان دارد.
دره ملکی
از رودخانه‌های مستقل زیر حوزه کویر سیرجان که در شمال و شمال شرق مرکز شهرستان سیرجان جریان دارد، از کوه قوچی با ارتفاع ۳۱۳۲ متر واقع در حدود ۱۶ کیلومتری شمال شرقی مرکز دهستان پاریز از توابع شهرستان سیرجان سرچشمه می‌گیرد. آبادی‌های در ملکی، چیوئیه، لا محشور سفلی، گوئین، هشنیه، مه کوئیه، چنار برس، الله‌آباد، خوردان و شریف‌آباد را مشروب ساخته و در نهایت به کویر سیرجان می‌ریزد. این رودخانه در مسیر خود رودخانه دره زار را دریافت می‌کند. منبع تغذیه رودخانه نزولات جوی و در جهت شمال شرق به جنوب غرب جریان دارد. طول رودخانه ۷۵ کیلومتر، شیب متوسط بستر آن ۲ درصد و در مناطق بی کربناته در سازنده‌های سیلیکاته، بی کربناته، سولفاته و کلروره جریان دارد.
- دره زار: از شاخه‌های رودخانه دره ملکی که در شمال شرق مرکز شهرستان سیرجان جریان دارد، از کوه قوچی با ارتفاع۲۱۳۲ متر واقع در حدود ۱۶ کیلومتری شمال شرقی مرکز دهستان پاریز از توابع شهرستان سیرجان سرچشمه می‌گیرد. آبادی‌های گود مهرعلی، گود حاج محمدی، کهنوئیه و هشنیه را مشروب ساخته‌است. در آبادی هشنیه به دره ملکی می‌ریزد. منبع تغذیه رودخانه نزولات جوی و در جهت شمال به جنوب جریان دارد. طول رودخانه ۱۰ کیلومتر، شیب متوسط بستر آن ۳درصد و در منطقه بی کربناته ئر سازنده‌های سیلیکاته جریان دارد.[۹]

سوخته چال
از رودخانه مستقل زیر جوزه کویر سیرجان در شمال شرق مرکز شهرستان سیرجان جریان دارد، از به هم پیوستن دو رودخانه تنگو و پلنگی واقع در حدود ۱۵ کیلومتری جنوب شرقی مرکز دهستان سعادت آباد از توابع شهرستان سیرجان تشکیل می‌شود. آبادی‌های سرخه وان و فیروزنیا را مشروب ساخته، در جنوب غربی آبادی فیروز آباد به کویر سیرجان می‌ریزد. منبع تغذیه رودخانه نزولات جوی و در جهت شمال شرق به جنوب غرب جریان دارد. طول رودخانه ۵۰ کیلومتر، شیب متوسط بستر آن ۲ درصد و در مناطق بی کربناته در سازنده‌های بی کربناته در سازنده‌های سیلیکاته و سولفاته جریان دارد.
- پلنگی: از شاخه‌های رودخانه سوخته چال که در شمال شرق و شرق مرکز شهرستان سیرجان جریان دارد، از کوه خاکی با ارتفاع ۳۰۰۰ متر واقع در حدود ۱۷ کیلومتری جنوب شرقی مرکز دهستان تکیه از توابع شهرستان سیرجان سرچشمه می‌گیرد، آبادی‌های سرخروان، زتی آقا، گهرج و کهن گرد را مشروب ساخته، در نهایت به رودخانه سوخته چال می‌ریزد. منبع تغذیه رودخانه نزولات جوی و در جهت شرق به غرب جریان دارد. طول رودخانه ۴۰ کیلومتر، شیب متوسط بستر آن ۲ درصد و در مناطق بی کربناته در سازندهای سیلیکاته و بی کربناته کلسیک جریان دارد.[۱۱]
- تنگو: از شاخه‌های رودخانه سوخته چال که در شمال شرق مرکز شهرستان سیرجان جریان دارد، از کوه‌های کل کوهی با ارتفاع ۳۴۸۰ متر واقع در حدود ۱۳ کیلومتری شمال شرق و شرق مرکز دهستان تکیه از توابع شهرستان سیرجان سرچشمه می‌گیرد. آبادی‌های تکیه چهرگنبد، کریم آباد، حمید آباد، تنگو، سنگ آتش و سرخه وان را مشروب ساخته‌است. در آبادی سرخه وان به رودخانه سوخته چال می‌ریزد. این رودخانه در مسیر خود رودخانه‌های چوران و مش بری را دریافت می‌کند. منبع تغزیه این رودخانه نزولات جوی و در جهت شمال شرق به جنوب غرب جریان دارد. طوال رودخانه ۴۲ کیلومتر، شیب متوسط بستر آن ۳ درصد و در منطقه بی کربناته در سازنده‌های سیلیکاته جریان دارد.[۱۲]

- چوران: از شاخه‌های رودخانه تنگو که در شمال شرق مرکز شهرستان سیرجان جریان دارد، از کوه اودل با ارتفاع ۳۰۳۸ متر و کوه وکسن با ارتفاع ۳۰۳۸ متر واقع در حدود ۸ کیلومتری شمال شرق مرکز دهستان تکیه از توابع شهرستان سیرجان سرچشمه می‌گیرد، آبادی‌های ترشوئیه، برازآباد، احمدی و ارجندان را مشروب ساخته، در جنوب آبادی خلیل‌آباد به رودخانه تنگو می‌ریزد. منبع تغذیه رودخانه نزولات جوی و در جهت شمال شرق به جنوب غرب جریان دارد. طول رودخانه ۱۸ کیلومتر، شیب متوسط بستر آن ۲ درصد و در منطقه بی کربناته در سازنده‌های سیلیکاته جریان دارد.
- مش بری: از شاخه رودخانه‌های تنگو که در شمال شرقی مرکز شهرستان سیرجان جریان دارد، از کوه کمائی باارتفاع۲۷۰۰ متر واقع در حدود ۱۳ کیلومتری شمال غربی مرکز دهستان تکیه از توابع شهرستان سیرجان سرچشمه می‌گیرد، آبادی خلیل‌آباد را مشروب ساخته، در این آبادی به رودخانه تنگو می‌ریزد. منبع تغذیه این رودخانه نزولات جوی در جهت شمال به جنوب جریان دارد. طول رودخانه ۱۶ کیلومتر، شیب بستر آن ۲ درصد و در مناطق بی کربناته و بی کربناته در سازنده‌های سیلیکاته جریان دارد.

لاشور
از رودخانه مستقل زیر حوزه سیرجان که در جنوب شرق مرکز شهرستان سیرجان جریان دارد، از کوه گلسی باارتفاع ۲۸۰۰ متر واقع در حدود ۴۰ کیلومتری شمال شرقی شهر بافت سرچشمه می‌گیرد و آبادی‌های ده نواستور و علی‌آباد را مشروب ساخته و در نهایت به کویر سیرجان می‌ریزد. این رودخانه در مسیر خود رودخانه فریون را دریافت می‌کند. منبع تغذیه رودخانه نزولات جوی و در جهت شرق به غرب جریان دارد. طول رودخانه ۳۵ کیلومتر، شیب متوسط بستر آن ۲ درصد و در مناطق بی کربناته در سازندهای سیلیکاته، بی کربناته، سولفاته و کلروره جریان دارد.
- فریون (فاریان-زمزرج): از شاخه‌های رودخانه لاشور که در شرق و جنوب شرق مرکز شهرستان سیرجان جریان دارد، از کوه‌های کلئی (کلائی) باارتفاع ۲۹۶۳ متر و چشمه نعمت باارتفاع ۲۹۵۰ متر واقع در حدود ۲۸ کیلومتری شرق مرکز دهستان بلورد از توابع شهرستان سیرجان سرچشمه می‌گیرد. آبادی‌های زمزرج، شمس‌آباد، ده فاریان و استور را مشروب ساخته و در نهایت به رودخانه لاشور می‌ریزد. منبع تغذیه این رودخانه نزولات جوی و در جهت شمال شرق به جنوب غرب جریان دارد. طول رودخانه ۲۹ کیلومتر، شیب متوسط یستر آن ۲ درصد و در مناطق بی کربناته و کلروره جریان دارد.[۱۶]

نوچون
از رودخانه‌های مستقل زیر حوزه کویر سیرجان که در شمال و شمال شرق مرکز شهرستان سیرجان جریان دارد، از کوه سیاه با ارتفاع ۳۲۸۸ متر واقع در حدود ۱۴ کیلومتری شمال شرق مرکز دهستان پاریز از توابع شهرستان سیرجان سرچشمه می‌گیرد، آبادی‌های زارون، ده شیرک، حسین‌آباد، فیض آباد، توتوئیه شهر سیرجان، جیرستان، اسفند، کهوئیه، گرمه کهن، عیش‌آباد و سروستان را مشروب ساخته، در جنوب غربی آبادی داراب آباد به کویر سیرجان می‌ریزد. این رودخانه در مسیر خود رودخانه خمروتوئیه را دریافت می‌کند. منبع تغذیه رودخانه نزولات جوی و در جهت شمال شرق به جنوب غرب جریان دارد. طول رودخانه ۶۳ کیلومتر، شیب متوسط بستر آن ۲ درصد و در مناطق بی کربناته در سازنده‌های سیلیکاته، بی کربناته، سولفاته و کلروره جریان دارد.
- خمروتوئیه: از شاخه‌های رودخانه نوچون که در شمال و شمال شرق مرکز شهرستان سیرجان جریان دارد، از کوه‌های سنحدون با ارتفاع۲۷۰۰ متر و کوه قوچی (قله قوچی) با ارتفاع ۳۱۳۲ متر واقع در حدود ۱۶ کیلومتری شمال شرقی و شرق مرکز دهستان پاریز از توابع شهرستان سیرجان سرچشمه می‌گیرد، آبادی‌های دهنو، روچون، هنویز، عبدل آباد، ارچینو و توتوئیه به رودخانه نوچون می‌ریزد. منبع تغذیه رودخانه نزولات جوی و در جهت شمال شرق به جنوب غرب جریان دارد. طول رودخانه ۲۵ کیلومتر، شیب متوسط بستر آن ۳ درصد و در مناطق بی کربناته در سازندهای سیلیکاته، سولفاته، کلروره جریان دارد.[۱۸]

نونجیرآویز
از رودخانه‌های مستقل زیر حوزه کویر سیرجان که در شرق و جنوب شرق مرکز شهرستان سیرجان جریان دارد، از کوه کلئی باارتفاع ۲۹۶۳ متر واقع در حدود ۲۳ کیلومتری شمال شرق مرکز دهستان بلورد از توابع شهرستان سیرجان سرچشمه می‌گیرد، آبادی‌های بلورد، حمد آباد و کهن سیاه را مشروب ساخته و در نهیات به کویر سیرجان می‌ریزد.
منبع تغذیه رودخانه و نزولات جوی و در جهت شمال شرق به جنوب غرب جریان دارد. طول رودخانه ۵۰ کیلومتر، شیب متوسط بستر آن ۲درصد و در مناطق بی کربناته در سازنده‌های سیلیکاته، بی کربناته، سولفاته و کلروره جریان دارد.